# Temptation
Temptation – debiutancki album niemieckiego trio wokalnego Monrose, wydany 8 grudnia 2006 r. przez Starwatch Music, a zwłaszcza przez Dieter'a Falka i grupę produkcyjną Jiant z udziałem Marca Mozarta, Toni Cottura'y i J Remy'ego. Album został odznaczony jako platynowy, gdyż w pierwszym tygodniu po wydaniu sprzedało się aż 200 tysięcy kopii, a singel „Shame” trafił na pierwsze miejsca list przebojów. W lutym 2007 r. album Temptation otrzymał status potrójnie platynowego i łączna sprzedaż albumu wyniosła 400 tysięcy egzemplarzy.

## Historia

### Produkcja
Pod koniec października 2006 roku, szóstka finalistek Popstars zaczęła nagrywać alternatywne wersje piosenek na debiutancką płytę trio wraz z producentem Dieterem Falkiem i jego grupą. Oprócz Falka, produkcją zajął się także Jiant oraz Bobbybass, Marcus Brosch, Toni Cottura, Jonas Jeberg, Marc Mozart, Major, J Remy, Snowflakers, Derek von Krogh i J. Worthy. Zaś tekstami piosenek zajęli się: Edwin „Lil' Eddie” Serrano, Gary Barlow, Claude-Michel Schönberg i Alain Boublil. W studiu wraz z Martinem Friedem nagrywały materiały, ale nie z nim stworzyły oficjalną listę utworów.

### Wydania i recenzje
Krytycy przyjęli Temptation pozytywnie, jeden z nich — Stefan Johannesburg (laut.de) ocenił album za „bardzo brytyjski i chwytliwy”, a zespół porównał do takich grup jak Pussycat Dolls czy Destiny’s Child. Krążek zadebiutował bardzo wysoko na austriackich, niemieckich i szwajcarskich notowaniach albumów i został zcertyfikowany platyną przez IFPI, sprzedając się w 200 tysiącach egzemplarzy w ciągu dwóch tygodni po premierze. W czerwcu 2007 roku album sprzedał się w 400 tysiącach egzemplarzy.
Początkowo planowano aby „Do That Dance” został trzecim singlem z albumu, jednak wydano tylko dwa: Pierwszy z nich to „Shame”. Piosenka osiągnęła wielki sukces zajmując pozycję #1 w Austrii, Niemczech i Szwajcarii oraz zdobywając tytuł „najbardziej sukcesywnego debiutu roku”. 3/4 sprzedaży singli w Niemczech zajęła ta właśnie piosenka, osiągając kolejnych tytułów: „najczęściej kupowanego CD singla” i „najczęściej ściąganej piosenki przez legalny digital download (w Niemczech od 2004 roku)”.. Następny singel „Even Heaven Cries”, wydany został na początku marca. Piosenka wzięła udział w eliminacjach do Konkursu Piosenki Eurowizji 2007. Utwór zajął najwyżej pozycję #6 w Niemczech i utrzymywał się w Top 20 w Austrii oraz Szwajcarii.

### Sample i covery
- „Oh La La” to cover niewydanej piosenki Boo2 z 2005 roku.
- „Do That Dance” to angielski remake piosenki „Bad Boy” Kay Cee Dee z 2006 roku.
- „Push Up on Me” to cover niewydanej piosenki Thara'y i Rupee'a z 2006 roku.
- „Diamond & Pearls” to sampel orkiestrowej piosenki Edvarda Griega „W grocie Króla Gór” z 1876 roku.

## Lista utworów
| #   | Tytuł |      |
| --- | --- | ---- |
| 1.  | „Shame” Tekst: T. Hawes, P. Kirtley, C. Ballard, A. Murray Produkcja: Tim Hawes, Pete Kirltey, Christian Ballard, Andrew Murray | 3:29 |
| 2.  | „Even Heaven Cries” Tekst: R. Nevil, P. Denker, L. Evans, J. Jeberg, J. Lumholt Produkcja: Thorsten Brötzmann                   | 3:56 |
| 3.  | „Oh La La” Tekst: T. Hawes, P. Kirltey, O. Mhondera Produkcja: Tim Hawes, Pete Kirltey                                          | 3:46 |
| 4.  | „No” Tekst: H. James, T. Goodacre, S. Roslyn Produkcja: Dieter Falk                                                             | 2:58 |
| 5.  | „I'm Gonna Freak Ya” Tekst: W. Sela, R. Martorell, N. Martorell Produkcja: Toni Cottura, Marcus Brosch                          | 3:27 |
| 6.  | „Love Don't Come Easy” Tekst: T. Cottura, M. Brosch, K. Zebrowski, I. Alessandrova Produkcja: Dieter Falk                       | 4:38 |
| 7.  | „2 Of A Kind” Tekst: G. Barlow, E. Kennedy, T. Woodcock Produkcja: Dieter Falk                                                  | 3:12 |
| 8.  | „Your Love Is Right Over Me” Tekst: T. B. Andrews Produkcja: Dieter Falk                                                        | 4:35 |
| 9.  | „Work It” Tekst: A. Little, R. Kelly Produkcja: Dieter Falk                                                                     | 3:54 |
| 10. | „Do That Dance” Tekst: A. Boubil, C-M. Schönberg, R. Maltby Produkcja: Tim Hawes, Pete Kirltey                                  | 3:26 |
| 11. | „Live Life Get By” Tekst: J. Shorten, N. Scarlett Produkcja: Tim Hawes, Pete Kirtley, Christian Balalrd, Andrew Murray          | 3:57 |
| 12. | „Push Up On Me” Tekst: J. Skaller, R. Larrow, T. Prashad, E. Serano, G. Adamas, E. Laues Produkcja: Bobbybass, J. Remy          | 4:03 |
| 13. | „Butt Butt” (Utwór Bonusowy na Musicload.de) Tekst: J. Baird, A. James Produkcja: Toni Cottura, Marcus Brosch                   | 3:01 |